# Марша Линехан
Марша Линехан (Тулса, 5. мај 1943.) је америчка психолошкиња и ауторка. Она је оснивачива дијалктичко-бихејвиоралне терапије (ДБТ), врсте психотерапије која комбинује когнитивно реструктуисање са прихватањем, свешношћу и обликовањем.
Линехан је Емеритус професорка психологије, ванредна професорка психијатрије и бихејвиоралних наука на Универзитету Вашингтона у Сијетлу, као и директорка клинике за бихејвиорално истраживање и терапију. Њено примарно истраживање је гранични поремећај личности, примена модела понашања на самоубилачка понашања и злоупотреба дроге. Ален Франсис, у предговору за Линеханову књигу Изградња живота вредног живљења, рекао је да је Линехан један од два најутицајнија „клиничка иноватора” у менталном здрављу, други је Арон Бек.

## Рани живот и едукација
Марша је рођена у Тулси у Оклахоми, 5. маја 1943. године, као треће од шесторо деце. Дијагностикована јој је схизофренија на Институту за живот Хартфорда у Конектикату, где је била стационирана. Била је подвргнута електроконвулзивној терапији, изолацији, као третманима Торазином и Либиумом. За то време се борила са мислима о самоубиству и иако није дијагностификована, рекла је да осећа да је заправо имала гранични поремећај личности. Симптоми које је тада доживела слични су данашњим дијагностичким критеријумима за гранични поремећај личности. У интервјуу за Њујорк Тајмс 2011. године, Линехан је рекла да се „не сећа“ да је узимала било какве психијатријске лекове након што је напустила Институт за живот када је имала 18 година.
Линехан је дипломирала на Универзитету Лојола у Чикагу 1968. године са дипломом у психологији. Магистрирала је 1970. године и докторирала 1971. у социјалној и експерименталној психологији личности. Током свог боравка на Универзитету Лојола, радила је као предавачица на програму психологије. Поред свог рада у психологији, Марша је се обучавала у зен медитацији и касније је постала зен учитељица.

## Каријера
Након што је напустила Универзитет Лојола, Марша је започела постдокторску праксу у Служби за превенцију самоубистава и кризне ситуације у Бафалу у Њујорку између 1971. и 1972. Током овог времена, радила је као помоћна доценткиња на Универзитету у Бафалу при Државном универзитету Њујорка. У Бафалу завршила постдокторску стипендију у модификацији понашања на Универзитету Стони Брук. Затим се вратила на Универзитет Лојола 1973. где је радила као помоћна професорка на универзитету до 1975. У исто време је радила и као доценткиња психологије на Католичком универзитету Америке у Вашингтону од 1973. до 1977.
1977. године Марша је преузела позицију на Универзитету у Вашингтону као помоћна доценткиња на одсеку за психијатрију и науке о понашању где је сада професорка психологије и професорка психијатрије и бихејвиоралних наука, као и директорка клиника за бихејвиорално истраживање и терапију.
Марша је бивша председница Удружења за унапређење бихејвиоралне терапије, као и Америчког психолошког удружења, чланица је Америчког психолошког удружења и Америчког психопатолошког удружења и дипломаткиња Америчког одбора психологије понашања. Такође је оснивачица Прупе за стратешко планирање самоубиства, Групе за стратешко планирање ДБТ-а.
Марша је развила дијалектичко-бихејвиоралну терапију (ДБТ) – варијацију традиционалне когнитивне бихејвиоралне терапије са елементима прихватања и свесности, као резултат њене сопствене менталне болести.

## Дијалектичко-бихејвиорална терапија (ДБТ)
Кроз свој рад, Марша је схватила важност два концепта у менталном здрављу. Један од њих је био да људи морају да науче да прихвате ствари какве јесу да би остварили смислене и срећне животе. Други је био да је промена неопходна за раст и срећу. Ова два концепта су темељ њене терапије. ДБТ се користи за лечење граничног поремећаја личности, који се карактерише самоубилачким понашањем. Заједно са лечењем граничног поремећаја личности, такође се користи за лечење других поремећаја као што су поремећаји у исхрани и злоупотреби супстанци. ДБТ користи мноштво техника као што су бихејвиорална терапија, стратегије које побољшавају суочавање и регулацију емоција и вештине свесности. Значај ДБТ-а је очигледан јер је то једини третман који се показао ефикасним у смањењу суицидалног понашања.

## Публикације
Марша је ауторкиња и коауторкиња многих књига, укључујући два приручника за лечење: Когнитивно-бихејвиорални третман за гранични поремећај личности и Приручник за обуку вештина за лечење граничног поремећаја личности. Објавила је мемоаре о свом животу и стварању ДБТ-а Изградња живота вредног живљења: Мемоари 2020. године. Такође је много објављивала у научним часописима, од којих неки укључују истраживања о самоубилачком понашању, као што је чланак „Моделирање циклуса суицидалног понашања: Разумевање поновљених покушаја самоубиства међу појединцима са граничним поремећајем личности и историјом покушаја самоубиства“, док други доприносе њеном рад на ДБТ-у попут, „Процена понашања у ДБТ-у: Коментар посебне серије”.

## Приватни живот
Marша је неудата и живи са својом одраслом усвојеном перуанском ћерком Џералдин „Џери“ и њеним зетом Нејтом у Сијетлу у Вашингтону.
Дугогодишња је римокатолкиња и наводи да је укључена у медитације које су је подучавали римокатолички свештеници, укључујући њеног зен учитеља Вилигиса Јегера.